# 나카스촌 (나가노현)
나카스촌(일본어: 中洲村)은 일본 나가노현 스와군에 있던 촌이다. 현재의 스와시에 해당한다.

## 역사
- 1873년 10월 22일 - 나카스촌이 성립하였다.
- 1876년 8월 21일 - 나가노현에 소속되었다.
- 1889년 4월 1일 - 정촌제 시행에 의해 나카스촌이 단독으로 자치체를 형성하였다.
- 1955년 4월 1일 - 스와시에 편입해, 동일 고나미촌은 폐지되었다.

## 교통

### 도로
현재는 주오 자동차도의 스와 나들목이 통과하지만 당시엔 미개통

## 참고문헌
- 角川日本地名大辞典 20 長野県